# Neuguinea-Riesenlaubfrosch

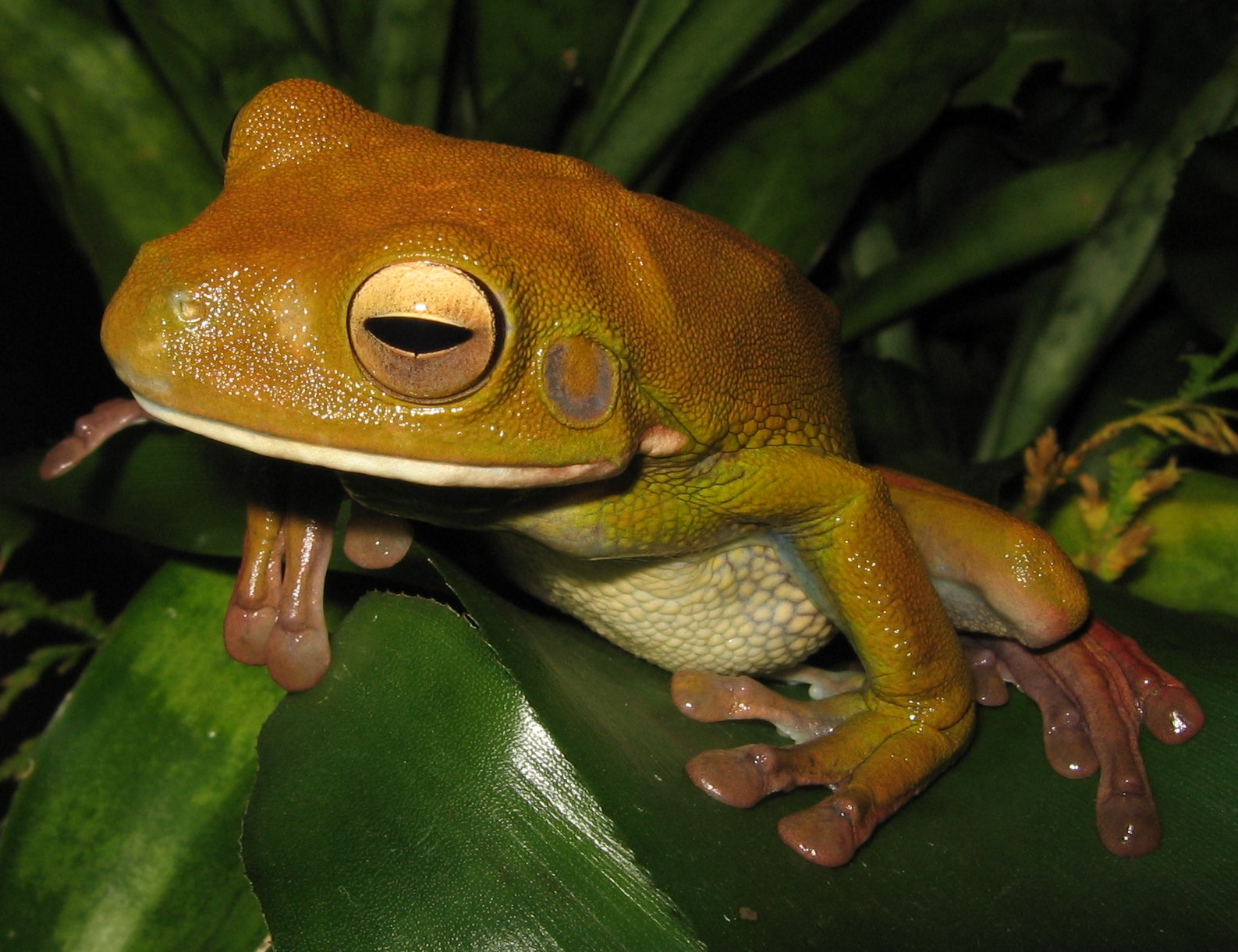
Bräunlich gefärbtes Exemplar

Der Neuguinea-Riesenlaubfrosch (Nyctimystes infrafrenatus, Synonym: Litoria infrafrenata) auch Australischer Riesenlaubfrosch genannt, gehört zur Gattung Nyctimystes aus der Unterfamilie der Australischen Laubfrösche innerhalb der Familie der Laubfrösche. Er ist in Neuguinea, Ostindonesien, Australien und auf den Salomonen verbreitet.

## Merkmale
Gemessen am Europäischen Laubfrosch (Hyla arborea) mit 3 bis 4,5 Zentimetern Kopf-Rumpf-Länge ist der Neuguinea-Riesenlaubfrosch mehr als doppelt so groß. Die Weibchen erreichen eine Kopf-Rumpf-Länge von bis zu 12 Zentimetern, die Männchen von bis zu 9 Zentimetern. Die Oberseite ist hellgrün oder braun. Ein auffälliger weißer Streifen verläuft entlang der Unterlippe bis zum Ansatz der Vorderbeine, und ein weiterer weißer Streifen zieht sich entlang des hinteren Endes der Hinterbeine bis über den fünften Zeh. Bei einigen Exemplaren sind diese Streifen eher rosa gefärbt. Die Hinterbeine sind nahezu vollständig mit Schwimmhäuten versehen, die Vordergliedmaßen nur bis zur Hälfte der Fingerlänge. Der Bauch ist weißlich.
Die Haut des Neuguinea-Riesenlaubfrosches erscheint am Rücken feinkörnig, geht an den Flanken in grobe Körnung über und ist am Bauch sehr rau. Die Haut der Kehle hingegen ist nahezu glatt. Finger und die Haftpolster der Zehen sind groß, und zwischen den Zehen sind Schwimmhäute gespannt. Das Tympanum ist gut erkennbar.

## Verbreitung und Lebensraum
In Australien lebt der Neuguinea-Riesenlaubfrosch in den küstennahen Bereichen von Nordqueensland. An der Ostküste beginnt sein Verbreitungsgebiet als Küstenstreifen bei Townsville und reicht dann nach Norden bis zu Cape York. Seine Verbreitung schließt auch die küstennahen Gebiete des östlichen Golf von Carpentaria ein.
In Neuguinea bewohnt er vorwiegend das Tiefland bis auf 600 m über dem Meeresspiegel. Ebenso ist er auf Neuirland sowie im Bismarckarchipel und auf den Salomonen zu finden.
In Ostindonesien kennt man den Neuguinea-Riesenlaubfrosch von den Molukken und Timor (hier wahrscheinlich nur im indonesischen Teil der Insel).
Der Neuguinea-Riesenlaubfrosch bewohnt eine Vielfalt von Lebensräumen, dazu gehören Regenwald und in Australien auch hohe offene Wälder (wet sclerophyll forest) und offene Wälder (open forests). Ebenso kommt die Art in landwirtschaftlich genutzten Arealen vor und ist oft Bewohner von Scheunen und Häusern.

## Lebensweise
Der Neuguinea-Riesenlaubfrosch ist ein Baumbewohner und nachtaktiv. Die Fortpflanzungszeit liegt im Frühling und Sommer, dann legen die Weibchen Klumpen von etwa 200 bis 1000 Eiern in stille und langsam fließende Gewässer wie Regenwaldtümpel oder tiefe, langsam fließende Flüsse. Die Kaulquappen schlüpfen nach acht Wochen.

## Systematik
Die Gattung Nyctimystes, zu der der Neuguinea-Riesenlaubfrosch gezählt wird, umfasst mit Stand von August 2022 44 Arten. Beim Neuguinea-Riesenlaubfrosch handelt es sich womöglich um einen Artenkomplex, der aus mehreren Arten besteht, die äußerlich nicht zu unterscheiden sind. Molekulargenetische Untersuchungen könnten diese Frage klären.

## Gefährdung
Auch wenn Lebensraumzerstörung und Heimtierhandel einen gewissen Druck auf die Populationen ausüben, gilt der Neuguinea-Riesenlaubfrosch als nicht gefährdet.

## Belege
1. 1 2 3 4  
S. E. Williams, J. M. Hero: Rainforest frogs of the Australian Wet Tropics: guild classification and the ecological similarity of declining species. In: Proceedings of the Royal Society of London. B 265, 1998, S. 597–602.
2. 1 2 3 4 5  
Harold G. Cogger: Reptiles & Amphibians of Australia. 7. Auflage. CSIRO Publishing, 2014, ISBN 978-0-643-10035-0, S. 168.
3. 1 2 3 4 5 6  
Nyctimystes infrafrenatus in der Roten Liste gefährdeter Arten der IUCN 2010. Eingestellt von: Djoko Iskandar, Mumpuni, Jean-Marc Hero, Richard Retallick, Stephen Richards, 2004. Abgerufen am 14. Juni 2011.
4. ↑  
Darrel R. Frost: Nyctimystes Stejneger, 1916. In: Amphibian Species of the World: an Online Reference. Version 6.0. American Museum of Natural History, New York 1998–2020, abgerufen am 2. Oktober 2020.